# Nậm Ban, Nậm Nhùn
Nậm Ban là một xã thuộc huyện Nậm Nhùn, tỉnh Lai Châu, Việt Nam.

## Địa lý
- Phía đông giáp xã Trung Chải, đông nam giáp xã Tả Phìn, và Xà Dê Phìn huyện Sìn Hồ[2][3]
- Phía tây giáp xã Hua Bum[2][3]
- Phía nam giáp xã Nậm Pì[2][3]
- Phía bắc giáp trấn Kim Thủy Hà (金水河)[4] huyện Kim Bình châu Hồng Hà Vân Nam, Trung Quốc.[5][6]

Đầu nguồn dòng Nậm Ban nằm ở vùng biên giới Việt Nam - Trung Quốc, chảy về xuôi để đổ vào sông Đà, qua sông Nậm Na.
Xã có diện tích 125,53 km², dân số năm 2012 là 1.750 người, mật độ dân số đạt 14 người/km². Dân số xã năm 2015 là 1.836 người.

## Lịch sử

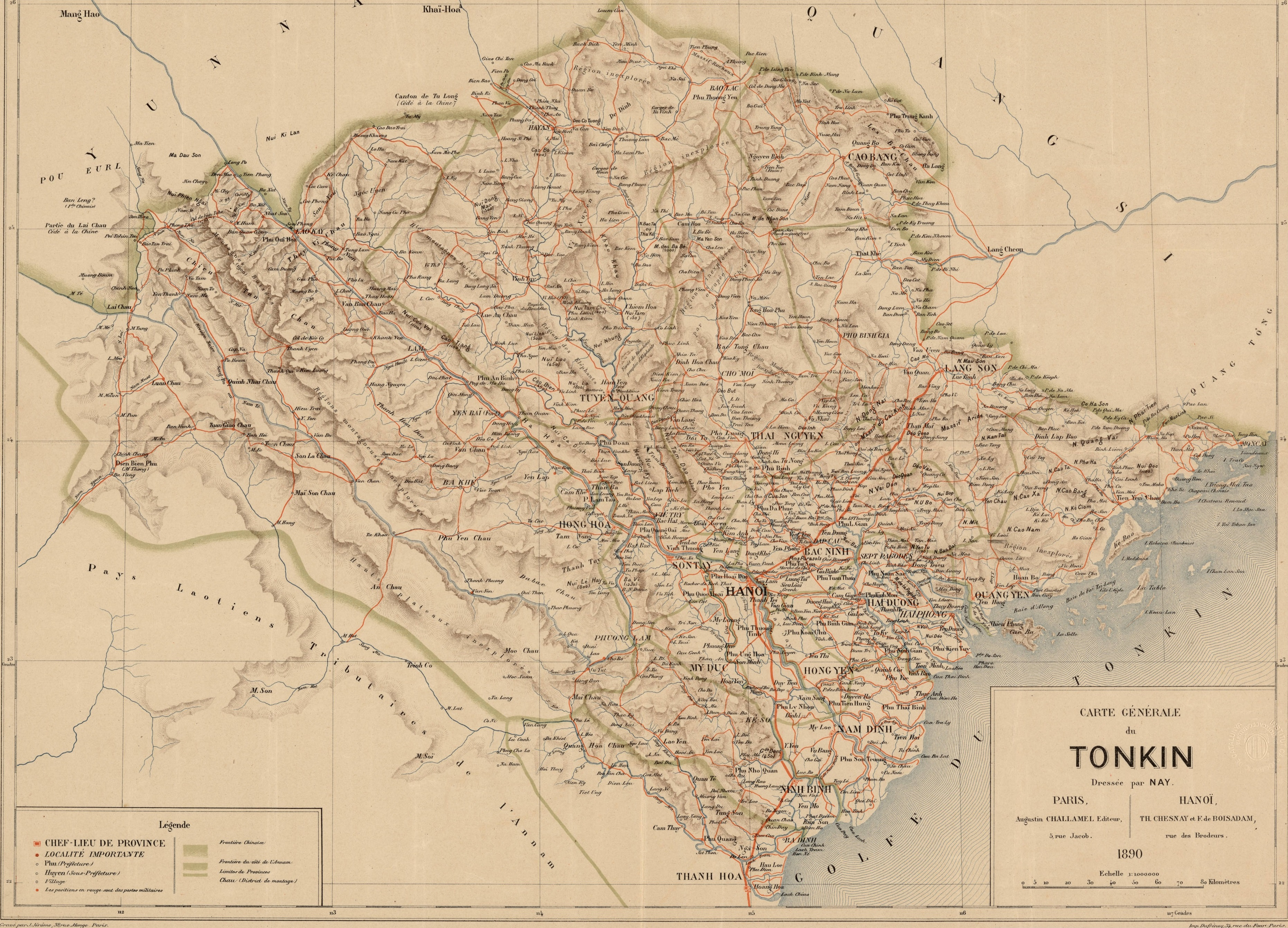
Bản đồ Bắc Kỳ năm 1890 sau Công ước Pháp-Thanh 1887 nhưng trước Công ước Pháp-Thanh 1895. Phần bờ phải sông Nậm Na trong đó có Nậm Ban bị cắt cho Trung Quốc.

Thời Pháp đánh Bắc Kỳ những năm 1885-1887, Nậm Ban thuộc vùng bờ phải sông Nậm Na, nơi quân Cờ Đen và các lực lượng kháng Pháp của Đèo Văn Trị, Tôn Thất Thuyết hoạt động. Nên năm 1887, do không khảo sát được trên thực địa, Pháp đành chấp nhận theo đòi hỏi của nhà Thanh, ký kết Công ước Pháp Thanh, trên giấy tờ và bản đồ, cắt phần bờ phải sông Nậm Na trong đó có Nậm Ban cho Trung Quốc. Đến năm 1895, cùng với sự giúp sức của Đèo Văn Trị cho nguòi Pháp, trong thương thuyết Công ước Pháp Thanh 1895, vùng này mới trả về Việt Nam.
Trước năm 2012, xã Nậm Ban thuộc huyện Sìn Hồ. Ngày 2 tháng 11 năm 2012, Chính phủ ban hành Nghị quyết số 71/NQ-CP. Theo đó, thành lập xã Trung Chải trên cơ sở điều chỉnh 7.982,26 ha diện tích tự nhiên, 1.279 người của xã Nậm Ban và chuyển các xã Nậm Ban, Trung Chải về huyện Nậm Nhùn mới thành lập.